# 包忠文
包忠文（1932年11月25日—2019年8月29日），浙江东阳人，中国文艺理论家、鲁迅研究专家、南京大学文学院教授，中国作家协会会员。

## 生平
1953年毕业于南京大学中文系，后留校任教，曾任南京大学中文系系副主任、南京大学图书馆馆长。